# Tratado de Marrakech

Países en los que el Tratado de Marruecos está en vigencia.

El Tratado de Marrakech, conocido oficialmente como «Tratado de Marrakech para facilitar el acceso a las obras publicadas a las personas ciegas, con discapacidad visual o con otras dificultades para acceder al texto impreso», es un tratado multilateral impulsado por la Organización Mundial de la Propiedad Intelectual (OMPI), que fue firmado en Marrakech, Marruecos, el 28 de junio de 2013. Este tratado entró en vigor a partir del 30 de septiembre de 2016.Hasta julio de 2024, el tratado tenía 97 países miembros.
El Tratado establece una serie de limitaciones y excepciones al derecho de autor en beneficio de las personas con discapacidades que les dificulten el acceso a los textos impresos. Es el primer tratado internacional en la historia de la OMPI que limita los derechos de autores y titulares de derechos en beneficio de los derechos de acceso a la información de un sector determinado.

## Objetivos
El tratado de Marrakech hace referencia a las limitaciones y excepciones al derecho de autor que posibilitan la creación de versiones accesibles de obras protegidas, a personas con discapacidades que impliquen dificultades de acceso a la lectura convencional. Este instrumento establece una serie de normas para que los países que forman parte de la Organización Mundial de Propiedad Intelectual (OMPI), ratifiquen el tratado e implementen excepciones en sus legislaciones locales, tanto para la creación como para la importación y exportación de obras en formatos accesibles. Los países que hayan ratificado el Tratado tendrán la potestad de intercambiar documentos en formatos accesibles entre ellos. 

## Definiciones
Para entender los términos del acuerdo, se definen los siguientes cuatro conceptos fundamentales:
- Obra: «Se entenderá por obra cualquier realización literaria y artística en forma de texto, notación y/o ilustraciones conexas con independencia de que hayan sido publicadas o puestas a disposición del público por cualquier medio».
- Ejemplar en formato accesible: «Se entenderá la reproducción de una obra, de una manera o forma alternativa que dé a los beneficiarios acceso a ella.Toda obra en formato accesible debe respetar la integridad de la obra prístina, siendo posible realizar los cambios pertinentes para lograr cubrir las necesidades de accesibilidad de los beneficiarios».
- Entidad autorizada: «Se entenderá toda entidad autorizada o reconocida por el gobierno para proporcionar a los beneficiarios, sin ánimo de lucro: educación, formación pedagógica, lectura adaptada o acceso a la información». Se destaca que las bibliotecas, los archivos, los museos y las entidades educativas son, por su propia razón de ser, entidades autorizadas.
- Partes Contratantes: «Todo Estado miembro de la OMPI podrá ser parte en el presente Tratado».

## Antecedentes
La Organización Mundial de la Salud estimó que en el año 2017 la cantidad de personas con discapacidad visual fue de 253 millones: 36 millones con ceguera y 217 millones con discapacidad visual moderada a grave. Esta situación  posee una importante dimensión de sobre el desarrollo de distintos países, teniendo en cuenta que el 90% de las personas con alguna discapacidad visual vive en países en desarrollo, contando con menos oportunidades educativas y laborales. Según la Unión Mundial de Ciegos (UMC), más del 90% de todo el material publicado resulta inaccesible para las personas ciegas o con problemas de visión.
En muchos países, las normas de derechos de autor impiden que se produzcan materiales accesibles, sin tener que solicitar autorización previa al autor o titular del derecho de autor, para brindar acceso a personas con algún tipo de discapacidad, por esta razón la Organización Mundial de la Propiedad Intelectual- OMPI dirigió la campaña internacional para la elaboración del Tratado de Marrakech  (enlace roto disponible en Internet Archive; véase el historial, la primera versión y la última)..
Varios de los Estados miembros de la OMPI han firmado el tratado, el cual fue adoptado el 27 de junio del 2013, en el marco de la Conferencia Diplomática en la ciudad de Marrakech, Marruecos. Fueron necesarias 20 adhesiones o ratificaciones para que el Tratado entrara en vigor, logrando este objetivo el 30 de septiembre de 2016, lo que constituye un hecho histórico. El Tratado de Marrakech forma parte de un cuerpo de tratados internacionales sobre Derechos de Autor administrados por la OMPI, que facilita el acceso a los contenidos de texto impreso para distintos sectores de la población, como el de las personas ciegas y otras personas con dificultad para acceder al texto impreso que viven en las distintas partes del mundo.
Este tratado es un instrumento facilitador para ejercer el derecho del acceso democrático a la información. Permite el acceso a la lectura en igualdad de condiciones y el intercambio de libros accesibles entre los países firmantes, quienes deben crear condiciones para que este derecho sea efectivo.

### Ratificación por países latinoamericanos
El primer país latinoamericano en ratificar e implementar el Tratado de Marrakech fue Uruguay. La Cámara de Senadores aprobó su ratificación mediante la ley N.º 19262 del 29 de agosto de 2014. Introduce en su legislación la excepción de derecho de autor en beneficio de personas ciegas o con otras discapacidades para la lectura o discapacidades sensoriales. La aprobación del Decreto 295/2017 hace posible la aplicación del tratado en este país. 
Otro de los países que se encuentra entre los primeros 20 países en ratificar es Paraguay. Fue ratificado mediante la Ley n.º 5362/2014, promulgada en fecha 24 de noviembre del 2014. Como antecedente, en Paraguay se puede mencionar que existe una Ley n° 1328/98 de Derecho de autor y Derechos Conexos, por medio del cual se garantiza el acceso a la información a las personas con discapacidad visual. La misma establece lo sigue:

Art. 39.- Respecto de las obras ya divulgadas, es permitida sin autorización del autor ni pago de remuneración:

Inc. 6.- La reproducción de las obras mediante el sistema Braille u otro procedimiento específico, para uso exclusivo de invidentes, siempre que la misma no persiga un fin lucrativo o que las copias no sean objeto de utilización a título oneroso.

Costa Rica es otro país firmante del Tratado de Marrakech durante la conferencia diplomática, convocada por la OMPI, el 27 de junio de 2013 y luego lo ratifica como país el 9 de octubre de 2017 mediante el Decreto Legislativo nº9454. Como antecedente se puede mencionar el Taller Subregional sobre la Implementación efectiva del Tratado de Marrakech, en el Hotel Wyndham, Herradura, llevado a cabo el 13 al 15 de junio de 2017, con el objetivo de fomentar en la región la implementación efectiva del Tratado de Marrakech.
Argentina se suma a la lista de países firmantes, mediante la Ley n° 27061; sancionada el 3 de diciembre de 2014. Esta Ley fue promulgada el 23 de diciembre de 2014 y publicada en el Boletín Oficial el 14 de enero de 2015.
Brasil, posteriormente, refrenda su adhesión mediante el Decreto Legislativo n° 261 del 25 de noviembre de 2015.
Chile ratifica el tratado a través del Decreto 97, en donde se ratifica su adhesión. Este decreto fue promulgado con fecha 19 de mayo de 2017, publicándolo oficialmente el 4 de noviembre de 2017.

## Beneficiarios
El tratado incluye una definición amplia de “personas beneficiarias” en su implementación. 
- Personas ciegas.
- Personas que tienen una discapacidad visual que les impide leer trabajos impresos y personas que tienen un impedimento perceptivo, como la dislexia que hace difícil aprender a leer, escribir y deletrear correctamente.
- Personas con una discapacidad física que les impide sostener un libro o girar las páginas de un libro.

Aunque el tratado está dirigido a personas con discapacidades visuales o con dificultades de acceso a materiales impresos, el artículo 12 (2) confirma el importante punto de que no impide la adopción de excepciones de derecho de autor en beneficio de las personas con otras discapacidades. Respecto de las obras destinadas a los beneficiarios, deberá entenderse como:  La reproducción de una obra, de una manera o forma alternativa  para que los beneficiarios tengan acceso a ella, siendo dicho acceso tan viable y cómodo como el de las personas sin discapacidad visual o sin otras dificultades para acceder al texto impreso. El ejemplar en formato accesible será utilizado exclusivamente por los beneficiarios y debe respetar la integridad de la obra original.

## Entidades autorizadas
Por "entidad autorizada" se entenderá por aquellas autorizada o reconocida por el gobierno para proporcionar a los beneficiarios, sin ánimo de lucro, educación, formación pedagógica, lectura adaptada o acceso a la información. Se entenderá también toda institución gubernamental u organización sin ánimo de lucro que proporcione los mismos servicios a los beneficiarios, como una de sus actividades principales u obligaciones institucionales.
Como proveedores de información a personas beneficiarias, las bibliotecas califican como entidades autorizadas al no tener un ánimo de lucro. Para cumplir con el propósito del tratado, es importante que todos los tipos de bibliotecas – desde las bibliotecas especiales que sirven a personas ciegas y con discapacidad visual, hasta las bibliotecas académicas y públicas, ubicadas en grandes ciudades o en zonas rurales – se les anime a asumir el papel de entidades autorizadas y están facultadas para proporcionar a los usuarios con dificultades de acceso al texto impreso, acceso oportuno a materiales accesibles. Para cumplir con la definición del tratado, una biblioteca debe establecer y seguir sus propias prácticas para asegurar que las personas a las que sirve sean beneficiarias, limitar la distribución de copias en formato accesible a los beneficiarios, desalentar el uso de copias no autorizadas y mantener la debida diligencia en el manejo de copias de obras y en el mantenimiento de registros, respetando al mismo tiempo la privacidad de los usuarios.
Las bibliotecas como otras organizaciones que funcionan como entidades autorizadas y en el que sus países forman parte de la OMPI habiendo ratificado el tratado de Marrakech, podrán proveer y recibir información en diferentes soportes de manera accesible para personas con discapacidad, generando de esta forma un intercambio de información transfronteriza y ampliando así, el acervo documental en diversos formatos.
Desde las bibliotecas y los profesionales de la información, enfrentan el reto de nuevos soportes al incorporarlos a sus fondo documentales. Es importante que las entidades autorizadas tengan en cuenta las necesidades de los usuarios para brindar un fácil acceso a la información y al formato requerido por ellos, tanto como tomar los recaudos necesarios para prevenir la vulneración de los mecanismos de protección de derechos de autor.

## Países que adhieren al Tratado de Marrakech
La adopción del Tratado de Marrakech supone transitar por distintas etapas, desde la firma hasta su ratificación y posterior implementación, mediante la generación de limitaciones y excepciones al derecho de autor para personas con discapacidad. La promulgación implica el ingreso del Tratado al marco jurídico de un Estado Parte mientras que la implementación supone las reformas necesarias en ese marco normativo local para dar cumplimiento al compromiso asumido ante la OMPI. Hacia julio de 2024, el tratado poseía 97 países miembros.
| Estado Parte                           | Firma del Tratado        | Ratificación / Adhesión                | Promulgado en                          | Implementación            |
| -------------------------------------- | ------------------------ | -------------------------------------- | -------------------------------------- | ------------------------- |
| Afganistán                             | 28 de junio de 2013      | Ratificación: 26 de julio de 2018      |                                        |                           |
| Alemania                               | 20 de junio de 2014      |                                        |                                        |                           |
| Arabia Saudita                         |                          | Adhesión: 21 de noviembre de 2018      |                                        |                           |
| Argentina                              | 21 de mayo de 2014       | Ratificación: 1 de abril de 2015       | 23 de diciembre de 2014                | 11 de noviembre de 2020   |
| Armenia                                |                          | Adhesión: 1 de junio de 2022           |                                        |                           |
| Australia                              | 23 de junio de 2014      | Ratificación: 10 de diciembre de 2015  |                                        | 22 de junio de 2017       |
| Austria                                | 25 de junio de 2014      |                                        |                                        |                           |
| Azerbaiyán                             |                          | Adhesión: 24 de septiembre de 2018     |                                        |                           |
| Bangladesh                             |                          | Adhesión: 26 de septiembre de 2022     |                                        |                           |
| Barbados                               |                          | Adhesión: 20 de febrero de 2023        |                                        |                           |
| Bélgica                                | 25 de junio de 2014      |                                        |                                        |                           |
| Belice                                 |                          | Adhesión: 9 de noviembre de 2018       |                                        |                           |
| Bielorrusia                            |                          | Adhesión: 22 de julio de 2020          |                                        |                           |
| Bolivia                                |                          | Adhesión: 12 de marzo de 2019          |                                        |                           |
| Bosnia y Herzegovina                   | 28 de junio de 2013      |                                        |                                        |                           |
| Bostwana                               |                          | Adhesión: 5 de octubre de 2016         |                                        |                           |
| Brasil                                 | 28 de junio de 2013      | Ratificación: 11 de diciembre de 2015  | 8 de octubre de 2018                   |                           |
| Burkina Faso                           | 28 de junio de 2013      | Ratificación: 31 de julio de 2017      |                                        |                           |
| Burundi                                | 28 de junio de 2013      |                                        |                                        |                           |
| Cabo Verde                             |                          | Adhesión: 22 de febrero de 2019        |                                        |                           |
| Camboya                                | 28 de junio de 2013      | Ratificación: 5 de octubre de 2021     |                                        |                           |
| Camerún                                | 28 de junio de 2013      |                                        |                                        |                           |
| Canadá                                 |                          | Adhesión: 30 de junio de 2016          |                                        |                           |
| Catar                                  |                          | Adhesión: 24 de octubre de 2018        |                                        |                           |
| Chad                                   | 28 de junio de 2013      |                                        |                                        |                           |
| Chile                                  | 28 de junio de 2013      | Ratificación: 10 de mayo de 2016       | 20 de octubre de 2016 (Decreto 155/16) |                           |
| China                                  | 28 de junio de 2013      | Ratificación: 5 de febrero de 2022     |                                        |                           |
| Chipre                                 | 28 de junio de 2013      |                                        |                                        |                           |
| Colombia                               | 28 de junio de 2013      | 13 de abril de 2021                    |                                        |                           |
| Comoras                                | 28 de junio de 2013      | Ratificación: 25 de enero de 2021      |                                        |                           |
| Congo                                  | 28 de junio de 2013      |                                        |                                        |                           |
| Costa Rica                             | 28 de junio de 2013      | Ratificación: 9 de octubre de 2017     | 24 de mayo de 2017 (Ley 9454)          |                           |
| Cote d'Ivoire                          | 28 de junio de 2013      | Ratificación: 17 de septiembre de 2020 |                                        |                           |
| Dinamarca                              | 28 de junio de 2013      |                                        |                                        |                           |
| Yibuti                                 | 28 de junio de 2013      |                                        |                                        |                           |
| Ecuador                                | 8 de mayo de 2014        | Ratificación: 29 de junio de 2016      |                                        |                           |
| El Salvador                            | 11 de octubre de 2013    | Ratificación: 1 de octubre de 2014     | 10 de julio de 2014 (Decreto 736)      |                           |
| Emiratos Árabes Unidos                 |                          | Adhesión: 15 de octubre de 2014        |                                        |                           |
| Eslovenia                              | 16 de mayo de 2014       |                                        |                                        |                           |
| Estados Unidos de América              | 2 de octubre de 2013     | Ratificación: 8 de febrero de 2019     |                                        |                           |
| Etiopía                                | 28 de junio de 2013      | Ratificación: 2 de noviembre de 2020   |                                        |                           |
| Federación de Rusia                    |                          | Adhesión: 8 de febrero de 2018         |                                        |                           |
| Filipinas                              |                          | Adhesión: 18 de diciembre de 2018      |                                        |                           |
| Finlandia                              | 20 de junio de 2014      |                                        |                                        |                           |
| Francia                                | 30 de abril de 2014      |                                        |                                        |                           |
| Ghana                                  | 28 de junio de 2013      | Ratificación: 11 de mayo de 2018       |                                        |                           |
| Grecia                                 | 30 de abril de 2014      |                                        |                                        |                           |
| Guatemala                              | 2 de junio de 2014       | Ratificación: 29 de junio de 2016      |                                        |                           |
| Guinea                                 | 28 de junio de 2013      |                                        |                                        |                           |
| Haití                                  | 28 de junio de 2013      |                                        |                                        |                           |
| Honduras                               |                          | Adhesión: 29 de marzo de 2017          |                                        |                           |
| India                                  | 30 de abril de 2014      | Ratificación: 24 de junio de 2014      |                                        |                           |
| Indonesia                              | 24 de septiembre de 2013 | Ratificación: 28 de enero de 2020      |                                        |                           |
| Irán (República Islámica del)          | 27 de junio de 2014      |                                        |                                        |                           |
| Iraq                                   |                          | Adhesión: 9 de diciembre de 2021       |                                        |                           |
| Irlanda                                | 20 de junio de 2014      |                                        |                                        |                           |
| Islandia                               |                          | Adhesión: 9 de diciembre de 2021       |                                        |                           |
| Islas Cook                             |                          | Adhesión: 19 de marzo de 2019          |                                        |                           |
| Islas Marshall                         |                          | Adhesión: 8 de febrero de 2019         |                                        |                           |
| Israel                                 |                          | Adhesión: 21 de marzo de 2016          |                                        |                           |
| Jamaica                                |                          | Adhesión: 28 de mayo de 2024           |                                        |                           |
| Japón                                  |                          | Adhesión: 1 de octubre de 2018         |                                        |                           |
| Jordania                               | 28 de junio de 2013      | Ratificación: 26 de junio de 2018      |                                        |                           |
| Kenia                                  | 28 de junio de 2013      | Ratificación: 2 de junio de 2017       |                                        |                           |
| Kirguistán                             |                          | Adhesión: 15 de mayo de 2017           |                                        |                           |
| Kiribati                               |                          | Adhesión: 31 de julio de 2019          |                                        |                           |
| Lesoto                                 |                          | Adhesión: 30 de abril de 2018          |                                        |                           |
| Líbano                                 | 28 de junio de 2013      |                                        |                                        |                           |
| Liberia                                |                          | Adhesión: 6 de octubre de 2016         |                                        |                           |
| Liechtenstein                          |                          | Adhesión: 22 de septiembre de 2021     |                                        |                           |
| Lituania                               | 27 de septiembre de 2013 |                                        |                                        |                           |
| Luxemburgo                             | 28 de junio de 2013      |                                        |                                        |                           |
| Malasia                                |                          | Adhesión: 31 de marzo de 2022          |                                        |                           |
| Malaui                                 |                          | Adhesión: 14 de julio de 2017          |                                        |                           |
| Malí                                   | 28 de junio de 2013      | Ratificación: 16 de diciembre de 2014  |                                        |                           |
| Marruecos                              | 28 de junio de 2013      | Ratificación: 15 de mayo de 2019       |                                        |                           |
| Mauricio                               | 28 de junio de 2013      | Ratificación: 11 de enero de 2021      |                                        |                           |
| Mauritania                             | 28 de junio de 2013      |                                        |                                        |                           |
| México                                 | 25 de junio de 2014      | Ratificación: 29 de julio de 2015      | 30 de abril de 2015                    |                           |
| Mongolia                               | 28 de junio de 2013      | Ratificación: 23 de septiembre de 2015 |                                        |                           |
| Montenegro                             |                          | Adhesión: 8 de marzo de 2022           |                                        |                           |
| Mozambique                             | 22 de agosto de 2013     |                                        |                                        |                           |
| Namibia                                | 12 de agosto de 2013     |                                        |                                        |                           |
| Nepal                                  | 28 de junio de 2013      |                                        |                                        |                           |
| Nicaragua                              |                          | Adhesión: 16 de enero de 2020          |                                        |                           |
| Nigeria                                | 28 de junio de 2013      | Ratificación: 4 de octubre de 2017     |                                        |                           |
| Noruega                                | 20 de junio de 2014      | Ratificación: 31 de agosto de 2021     |                                        |                           |
| Nueva Zelanda                          |                          | Adhesión: 4 de octubre de 2019         |                                        |                           |
| Pakistán                               |                          | Adhesión: 12 de marzo de 2024          |                                        |                           |
| Panamá                                 | 28 de junio de 2013      | Ratificación: 10 de febrero de 2017    |                                        |                           |
| Paraguay                               | 28 de junio de 2013      | Ratificación: 20 de enero de 2015      |                                        |                           |
| Perú                                   | 28 de junio de 2013      | Ratificación: 2 de febrero de 2016     | Decreto Supremo 069/2015               |                           |
| Polonia                                | 24 de junio de 2014      |                                        |                                        |                           |
| Reino Unido                            | 28 de junio de 2013      | Ratificación: 1 de octubre de 2020     |                                        |                           |
| República Árabe Siria                  | 22 de noviembre de 2013  |                                        |                                        |                           |
| República Centroafricana               | 28 de junio de 2013      | Ratificación: 19 de agosto de 2020     |                                        |                           |
| República Checa                        | 24 de junio de 2014      |                                        |                                        |                           |
| República de Corea                     | 26 de junio de 2013      | Ratificación: 8 de octubre de 2015     |                                        |                           |
| República de Moldavia                  | 28 de junio de 2013      | Ratificación: 19 de febrero de 2018    |                                        |                           |
| República Dominicana                   | 28 de junio de 2013      | Ratificación: 5 de junio de 2018       |                                        |                           |
| República Popular Democrática de Corea | 28 de junio de 20163     | Ratificación: 19 de febrero de 2016    |                                        |                           |
| República Unida de Tanzanía            |                          | Adhesión: 8 de abril de 2020           |                                        |                           |
| Ruanda                                 |                          | Adhesión: 25 de octubre de 2021        |                                        |                           |
| San Cristóbal y Nieves                 |                          | Adhesión: 8 de julio de 2024           |                                        |                           |
| San Marino                             |                          | Adhesión: 2 de junio de 2020           |                                        |                           |
| San Vicente y las Granadinas           |                          | Adhesión: 5 de septiembre de 2016      |                                        |                           |
| Santa Lucía                            |                          | Adhesión: 11 de junio de 2020          |                                        |                           |
| Santa Sede                             | 28 de junio de 2013      |                                        |                                        |                           |
| Santo Tomé y Príncipe                  | 28 de junio de 2013      | Ratificación: 15 de octubre de 2020    |                                        |                           |
| Senegal                                | 28 de junio de 2013      |                                        |                                        |                           |
| Serbia                                 |                          | Adhesión: 24 de febrero de 2020        |                                        |                           |
| Sierra Leona                           | 28 de junio de 2013      |                                        |                                        |                           |
| Singapur                               |                          | Adhesión: 30 de marzo de 2015          |                                        |                           |
| Sri Lanka                              |                          | Adhesión: 5 de octubre de 2016         |                                        |                           |
| Sudán                                  | 28 de junio de 2013      |                                        |                                        |                           |
| Suiza                                  | 28 de junio de 2013      | Ratificación: 11 de febrero de 2020    |                                        |                           |
| Tailandia                              |                          | Adhesión: 28 de enero de 2019          |                                        |                           |
| Tayikistán                             |                          | Adhesión: 27 de febrero de 2019        |                                        |                           |
| Togo                                   | 28 de junio de 2013      |                                        |                                        |                           |
| Trinidad y Tobago                      |                          | Adhesión: 4 de octubre de 2019         |                                        |                           |
| Turkmenistán                           |                          | Adhesión: 15 de octubre de 2020        |                                        |                           |
| Turquía                                | 1 de noviembre de 2013   |                                        |                                        |                           |
| Túnez                                  | 28 de junio de 2013      | Ratificación: 7 de septiembre de 2016  |                                        |                           |
| Ucrania                                |                          | Adhesión: 8 de junio de 2023           |                                        |                           |
| Uganda                                 | 28 de junio de 2013      | Ratificación: 23 de abril de 2018      |                                        |                           |
| Unión Europea                          | 30 de abril de 2014      | Ratificación: 1 de octubre de 2018     |                                        |                           |
| Uruguay                                | 28 de junio de 2013      | Ratificación: 1 de diciembre de 2014   |                                        | Decreto 2017-11-0001-2865 |
| Uzbekistán                             |                          | Adhesión: 7 de marzo de 2022           |                                        |                           |
| Vanuatu                                |                          | Adhesión: 6 de mayo de 2020            |                                        |                           |
| Venezuela                              |                          | Adhesión: 2 de octubre de 2019         |                                        |                           |
| Vietnam                                |                          | Adhesión: 6 de diciembre de 2022       |                                        |                           |
| Zimbabue                               | 2 de octubre de 2013     | Ratificación: 12 de septiembre de 2019 |                                        |                           |

## Responsabilidad de bibliotecas y editoriales
La responsabilidad de las bibliotecas radica en asumir el rol de entidades autorizadas y apoyar la implementación del Tratado de Marrakech en sus países, tanto como la gestión de limitaciones y excepciones al derecho de autor para bibliotecas, y principalmente en beneficio del acceso a la información para personas con discapacidad. También será responsabilidad de las bibliotecas velar por el respeto a la privacidad de los datos de los beneficiarios, atendiendo a las leyes de protección de datos vigentes en el país de origen.
Las bibliotecas como entidades autorizadas serán las encargadas de fomentar el intercambio de obras con otros países ya sea a través de otras entidades o un beneficiario en otro país, así mismo juegan un papel crucial en la creación y distribución de obras accesibles dentro de su territorio.
Será responsabilidad de editores y editoriales, el compromiso social por la producción de obras accesibles en distintos formatos, atendiendo a las necesidades de información de las personas con distintos tipos de discapacidades que impliquen dificultades de acceso a la lectura convencional. En tanto esto no suceda, las entidades autorizadas contarán con las excepciones al derecho de autor para producir las versiones accesibles requeridas por los beneficiarios.

## Implementación del Tratado de Marrakech en América Latina
A la hora de implementar el Tratado de Marrakech cada país debe establecer una serie de requerimientos legales que impactarían de forma muy importante en la vida de las personas con discapacidad que impliquen dificultades de acceso a la lectura convencional, por eso es una de las claves por las que la Unión Mundial de Ciegos está trabajando intensamente con los países que forman parte de ella.
Un total de 51 países firmaron el tratado en la conferencia diplomática de Marrakech en 2013. De ellos, se necesitó que 20 países lo ratifiquen y pueda entrar en vigor. El 27 de marzo de 2014, Israel aprobó una ley que implementa y amplía las obligaciones contenidas en el Tratado de Marrakech. India ratificó el tratado el 24 de junio de 2014, y se convirtió el primer país en hacerlo. El 1 de octubre de 2014, El Salvador se convirtió en el primer país de América Latina y segundo a nivel mundial en ratificarlo. El 30 de junio de 2016, Canadá se convirtió en el vigésimo país en ratificar el tratado, consiguiendo su entrada en vigor en tres meses, el 30 de septiembre de 2016. El día anterior, el 29 de junio, Guatemala y Ecuador también ratificaron el documento.
Actualmente, son 35 los países ratificantes, de los cuales 13 pertenecen a América Latina.
Posteriormente a la entrada en vigor del Tratado de Marrakech, muchas organizaciones de personas con discapacidad visual de América Latina, en conjunto con la Unión Latinoamericana de Ciegos y  la Organización Mundial de la Propiedad Intelectual; han desarrollado una serie de talleres y capacitaciones hacia una efectiva implementación del Tratado de Marrakech en sus respectivos países. 

### Argentina
Argentina ha continuado avanzando respecto al tratado. Es en este sentido que en la ciudad de Buenos Aires (Argentina), del 18 al 21 de octubre de 2016, se realizó el Taller subregional “Hacia la implementación efectiva del Tratado de Marrakech” y la Jornada sudamericana de producción e intercambio de materiales en soportes accesibles, que contaron con la participación de los países sudamericanos parte del Tratado.

### Colombia
El 13 de abril de 2021 el Tratado fue ratificado en Colombia por la ley 2090. Según el portal de la Asociación Colombiana de Bibliotecología, Bibliotecarios y Bibliotecas (Ascobli), la ratificación de este Tratado permitirá la extensión de garantías que ya estaban contenidas en la Ley 1680 de 2013, lo cual permitirá ampliar la población beneficiaria, además de hacer posible que entidades como bibliotecas cuenten con un respaldo legal para transformar los textos impresos a obras accesibles. En el artículo de la Asociación Colombiana de Bibliotecología, Bibliotecarios y Bibliotecas (Ascolbi) se menciona que, de acuerdo con documento de proyecto de ley, en Colombia existen 1579 bibliotecas públicas y sólo 1% de ellas está destinada a personas con limitación visual.
El Tratado aún necesita ser aprobado por la Corte Constitucional para que pueda ser incorporado a la legislación.

### Costa Rica
En San José de Costa Rica del 13 al 15 de junio de 2017, se realizó el Taller Subregional de la OMPI sobre la Producción y el Intercambio de Obras en Formatos Accesibles con la participación de los países de Centroamérica y El Caribe que han ratificado el Tratado.

### Uruguay
Los países firmantes del tratado de Marrakech elaboran herramientas para efectivizar la implementación del mismo, con el fin de cumplir con los objetivos y lineamientos de trabajo. Es en este sentido que Uruguay se encuentra avanzado en la aplicación del Tratado. El año 2017 comenzó a funcionar la primera Biblioteca Digital y Accesible (BIDYA) que surge de una alianza entre la Unión Nacional de Ciegos y UDELAR (Universidad de la República), cuyo objetivo es desarrollar la primera Biblioteca Digital Accesible. Esto permite favorecer el acceso en formatos accesibles a los textos de estudio por parte de personas con discapacidad visual. El soporte tecnológico (sistema de digitalización de libros) hará posible el acceso en línea a través de un repositorio de libros y otros materiales en formatos accesibles.
BIDYA fue una de las 6 propuestas aprobadas entre más de 500 de toda la región, que se presentaron a la subvención del Programa FRIDA-IRDC. La Unión Nacional de Ciegos del Uruguay (UNCU), integrante del Núcleo REA, fue la institución responsable de presentar el proyecto al fondo. De esta manera se buscó el financiamiento adecuado para explorar y potenciar herramientas tecnológicas de la información y comunicación buscando la accesibilidad de recursos que favorezcan la reinserción, tránsito y permanencia en el sistema educativo formal, de la población con discapacidad visual o baja visión, garantizando la igualdad de oportunidades.  El acceso de materiales de estudio ( en braille, audio, soporte electrónico o caracteres ampliados con que se encuentran aquellos/as que están insertos en el sistema educativo facilitará el desempeño y la continuidad educativa de estudiantes con problemas de ceguera y auditivos.
Como el proyecto BIDYA se encuentra enmarcado en el Tratado de Marrakech, exige facilitar el acceso a las obras en formatos como el Braille, letra grande y audiolibros para personas ciegas, con discapacidad visual o con otras dificultades para acceder al texto impreso, exigiendo a las partes contratantes la modificación de sus legislaciones a los efectos de permitir la reproducción, la distribución y la puesta a disposición del público de obras publicadas en formato accesible sin ser necesaria la autorización de los titulares de derechos de autor. 
Por otro lado, en Uruguay se llevó a cabo la IX Asamblea General de la Unión Latinoamericana de Ciegos que, reunida en la ciudad de Montevideo los días 28 y 29 de abril de 2016, aprobó una importante resolución (Resolución de la IX Asamblea General de ULAC sobre el Tratado de Marrakech) a favor de una rápida entrada en vigor e implementación del Tratado de Marrakech. A partir de la misma se insta a todos los países de la región a avanzar en la construcción y elaboración de políticas que faciliten implementación del Tratado de Marrakech, promoviendo la producción y distribución de textos accesibles y facilitando el intercambio internacional. 